# Hautefeuille (Sena i Marne)
Hautefeuille és un municipi francès, situat al departament de Sena i Marne i a la regió de Illa de França. L'any 2007 tenia 320 habitants.
Forma part del cantó de Coulommiers, del districte de Meaux i de la Comunitat de comunes del Pays de Coulommiers.

## Demografia

### Població
El 2007 la població de fet de Hautefeuille era de 320 persones. Hi havia 62 famílies, de les quals 12 eren unipersonals (4 homes vivint sols i 8 dones vivint soles), 21 parelles sense fills i 29 parelles amb fills.
La població ha evolucionat segons el següent gràfic:
Habitants censats

### Habitatges
El 2007 hi havia 75 habitatges, 59 eren l'habitatge principal de la família, 9 eren segones residències i 7 estaven desocupats. 66 eren cases i 8 eren apartaments. Dels 59 habitatges principals, 44 estaven ocupats pels seus propietaris, 10 estaven llogats i ocupats pels llogaters i 4 estaven cedits a títol gratuït; 2 tenien una cambra, 3 en tenien dues, 5 en tenien tres, 15 en tenien quatre i 34 en tenien cinc o més. 55 habitatges disposaven pel capbaix d'una plaça de pàrquing. A 20 habitatges hi havia un automòbil i a 36 n'hi havia dos o més.

### Piràmide de població
La piràmide de població per edats i sexe el 2009 era:
| Homes | Edats   | Dones |
| ----- | ------- | ----- |
| 0     | 95 o +  | 0     |
| 0     | 90 a 94 | 0     |
| 0     | 85 a 89 | 0     |
| 4     | 80 a 84 | 4     |
| 0     | 75 a 79 | 4     |
| 0     | 70 a 74 | 4     |
| 4     | 65 a 69 | 4     |
| 4     | 60 a 64 | 0     |
| 0     | 55 a 59 | 0     |
| 8     | 50 a 54 | 0     |
| 12    | 45 a 49 | 16    |
| 8     | 40 a 44 | 0     |
| 20    | 35 a 39 | 8     |
| 20    | 30 a 34 | 12    |
| 16    | 25 a 29 | 12    |
| 16    | 20 a 24 | 4     |
| 0     | 15 a 19 | 4     |
| 16    | 10 a 14 | 12    |
| 4     | 5 a 9   | 0     |
| 4     | 0 a 4   | 4     |

## Economia
El 2007 la població en edat de treballar era de 239 persones, 176 eren actives i 63 eren inactives. De les 176 persones actives 160 estaven ocupades (93 homes i 67 dones) i 16 estaven aturades (5 homes i 11 dones). De les 63 persones inactives 10 estaven jubilades, 22 estaven estudiant i 31 estaven classificades com a «altres inactius».

### Ingressos
El 2009 a Hautefeuille hi havia 61 unitats fiscals que integraven 168,5 persones, la mediana anual d'ingressos fiscals per persona era de 22.588 €.

### Activitats econòmiques
Dels 8 establiments que hi havia el 2007, 2 eren d'empreses de construcció, 2 d'empreses de comerç i reparació d'automòbils, 1 d'una empresa immobiliària, 2 d'empreses de serveis i 1 d'una entitat de l'administració pública.
Dels 2 establiments de servei als particulars que hi havia el 2009, 1 era un electricista i 1 empresa de construcció.
L'únic establiment comercial que hi havia el 2009 era una botiga de congelats.

## Equipaments sanitaris i escolars
El 2009 hi havia una escola elemental integrada dins d'un grup escolar amb les comunes properes formant una escola dispersa.

## Poblacions més properes
El següent diagrama mostra les poblacions més properes.